# Clarendon, South Australia
Clarendon är en del av en befolkad plats i Australien. Den ligger i kommunen Onkaparinga och delstaten South Australia, omkring 21 kilometer söder om delstatshuvudstaden Adelaide. Antalet invånare är 637.
Runt Clarendon är det ganska tätbefolkat, med 222 invånare per kvadratkilometer.. Närmaste större samhälle är Morphett Vale, omkring 11 kilometer väster om Clarendon. 
Trakten runt Clarendon består till största delen av jordbruksmark. Genomsnittlig årsnederbörd är 729 millimeter. Den regnigaste månaden är juni, med i genomsnitt 133 mm nederbörd, och den torraste är december, med 21 mm nederbörd.